# Aulacocalyx camerooniana
Aulacocalyx camerooniana är en måreväxtart som beskrevs av Bonaventure Sonké och S.E.Dawson. Aulacocalyx camerooniana ingår i släktet Aulacocalyx och familjen måreväxter.
Artens utbredningsområde är Kamerun. Inga underarter finns listade i Catalogue of Life.